# 九州運輸局
九州運輸局（きゅうしゅううんゆきょく）は国土交通省の地方支分部局。運輸・交通に関する業務を行う地方運輸局の一つである。
九州地方のうち、九州本島7県（福岡県、佐賀県、長崎県、大分県、熊本県、宮崎県、鹿児島県）を管轄区域とするほか、海事部門については山口県西部を管轄区域に含める。なお、沖縄県については内閣府沖縄総合事務局運輸部が管轄している。

## 組織及び所在地

### 本局
- 総務部
  - 総務課
  - 人事課
  - 会計課
  - 広報対策官
  - 安全防災・危機管理調整官
- 企画観光部
  - 交通企画課
  - 国際観光課
  - 観光地域振興課
- 交通環境部
  - 環境課
  - 消費者行政・情報課
  - 物流課
- 鉄道部
  - 計画課
  - 技術課
  - 安全指導課
  - 鉄道安全監査官
- 自動車交通部
  - 旅客第一課
  - 旅客第二課
  - 貨物課
  - 自動車監査官
- 自動車技術安全部
  - 管理課
  - 整備課
  - 技術課
  - 保安・環境課
- 海事振興部
  - 旅客課
  - 貨物課
  - 港運課
  - 船舶産業課
  - 船員労政課
- 海上安全環境部
  - 監理課
  - 船舶安全環境課
  - 船員労働環境課
  - 海技資格課
  - 運航労務監理官
  - 船舶検査官
  - 船舶測度官
  - 海技試験官
  - 外国船舶監督官

### 出先機関

#### 陸運部門
（）内は交付されるナンバープレートに付される都市・地域名。
福岡運輸支局本庁舎（「福岡」）
- 所在地：福岡県福岡市東区千早3丁目10-40
- 管轄区域：福岡県中西部（福岡市、春日市、大野城市、太宰府市、筑紫野市、宗像市、福津市、糸島市、古賀市、那珂川市、宗像郡、糟屋郡）

福岡運輸支局北九州自動車検査登録事務所（「北九州」）
- 所在地：福岡県北九州市小倉南区新曽根4-1
- 管轄区域：福岡県東部（北九州市、行橋市、豊前市、中間市、遠賀郡、京都郡、築上郡）

福岡運輸支局筑豊自動車検査登録事務所（「筑豊」）
- 所在地：福岡県飯塚市仁保23-39
- 管轄区域：福岡県中東部（直方市、飯塚市、田川市、嘉麻市、宮若市、鞍手郡、嘉穂郡、田川郡）

福岡運輸支局久留米自動車検査登録事務所（「久留米」）
- 所在地：福岡県久留米市上津町2203-290
- 管轄区域：福岡県南部（久留米市、大牟田市、柳川市、朝倉市、八女市、筑後市、大川市、小郡市、みやま市、朝倉郡、うきは市、三井郡、三潴郡、八女郡）

長崎運輸支局東長崎庁舎（「長崎」）
- 所在地：長崎県長崎市中里町1368
- 管轄区域：長崎県南部（長崎市、島原市、諫早市、大村市、五島市、南島原市、雲仙市、南松浦郡、西彼杵郡（長与町・時津町））

長崎運輸支局佐世保自動車検査登録事務所（「佐世保」）
- 所在地：長崎県佐世保市沖新町5-5
- 管轄区域：長崎県北部（佐世保市、平戸市、松浦市、西海市、東彼杵郡、北松浦郡）

長崎運輸支局厳原自動車検査登録事務所（「長崎」）
- 所在地：長崎県対馬市厳原町久田645-8
- 管轄区域：長崎県島嶼部（対馬市、壱岐市）

大分運輸支局本庁舎（「大分」）
- 所在地：大分県大分市大州浜1-1-45
- 管轄区域：大分県全域

佐賀運輸支局本庁舎（「佐賀」）
- 所在地：佐賀県佐賀市若楠2-7-8
- 管轄区域：佐賀県全域

熊本運輸支局本庁舎（「熊本」）
- 所在地：熊本県熊本市東区東町4-14-35
- 管轄区域：熊本県全域

宮崎運輸支局（「宮崎」）
- 所在地：宮崎県宮崎市本郷北方字鵜戸尾2735-3
- 管轄区域：宮崎県全域

鹿児島運輸支局谷山港庁舎（「鹿児島」）
- 所在地：鹿児島県鹿児島市谷山港2-4-1
- 管轄区域：奄美群島を除く鹿児島県全域

鹿児島運輸支局奄美自動車検査登録事務所（「奄美」）
- 所在地：鹿児島県奄美市名瀬和光町12-1
- 管轄区域：鹿児島県奄美群島（奄美市、大島郡）

※厳原・奄美の各自動車検査登録事務所は離島部での利便性を図るために設けられたものであるが、奄美地域はご当地ナンバーにより別のナンバープレートが割り当てられている。

#### 海事部門
福岡運輸支局門司港庁舎
- 所在地：福岡県北九州市門司区西海岸1丁目3番10号　門司港湾合同庁舎6F
- 管轄区域：福岡県東部（北九州市（門司区・小倉北区・小倉南区）、行橋市、豊前市、飯塚市、田川市、嘉麻市、京都郡、築上郡、田川郡、嘉穂郡）

福岡運輸支局若松海事事務所
- 所在地：福岡県北九州市若松区本町1丁目14番12号　若松港湾合同庁舎
- 管轄区域：福岡県中部（北九州市（若松区、戸畑区、八幡東区、八幡西区）、直方市、中間市、宮若市、遠賀郡、鞍手郡）

長崎運輸支局本庁舎
- 所在地：長崎県長崎市松が枝町7-29　長崎港湾合同庁舎
- 管轄区域：長崎県南部（長崎市、島原市、諫早市、大村市、五島市、南島原市、雲仙市、南松浦郡、西彼杵郡、東彼杵郡）

長崎運輸支局佐世保海事事務所
- 所在地：長崎県佐世保市干尽町4-1　佐世保港湾合同庁舎
- 管轄区域：長崎県北部（佐世保市、平戸市、松浦市、西海市、北松浦郡）

大分運輸支局海原庁舎
- 所在地：大分県大分市大字海原字地浜916番地の5　大分港湾合同庁舎
- 管轄区域：大分県全域

佐賀運輸支局唐津庁舎
- 所在地：佐賀県唐津市二タ子3丁目216番地　唐津港湾合同庁舎
- 管轄区域：佐賀県全域

熊本運輸支局三角庁舎
- 所在地：熊本県宇城市三角町三角浦1160番地20　三角港湾合同庁舎
- 管轄区域：熊本県全域

宮崎運輸支局
- 所在地：宮崎県宮崎市本郷北方字鵜戸尾2735-3
- 管轄区域：宮崎県全域

鹿児島運輸支局本庁舎
- 所在地：鹿児島県鹿児島市浜町2番5-1号　鹿児島港湾合同庁舎
- 管轄区域：鹿児島県全域

下関海事事務所
- 所在地：山口県下関市東大和町1丁目7番1号　下関港湾合同庁舎
- 管轄区域：山口県西部（下関市、宇部市、山陽小野田市、長門市）

※福岡県のうち福岡運輸支局（門司港庁舎・若松海事事務所）に含まれない地域、長崎県のうち壱岐市、対馬市は九州運輸局本局の直轄区域。
※山口県の陸運部門は中国運輸局山口運輸支局本庁舎、下関海事事務所管轄区域を除く海事部門は中国運輸局山口運輸支局徳山庁舎の管轄区域。